# Let the Good Times Roll (piosenka Louisa Jordana)
Let the Good Times Roll – piosenka jump blues, nagrana w 1946 roku przez Louisa Jordana i jego Tympany Five. Utwór stał się bluesowym standardem, który jest także jednym z najlepiej rozpoznawalnych dzieł Jordana. Piosenka uplasowała się na miejscu #2 notowania z muzyką R&B. Jej autorem jest Jordan i Sam „Lovin'” Theard, pochodzący z Nowego Orleanu piosenkarz oraz tekściarz. Oficjalnie jednak prawa autorskie należą do Thearda i Fleecie Moore, żony Jordana.

## Inne wersje
„Let the Good Times Roll” nagrany został później m.in. przez Raya Charlesa oraz B.B. Kinga.